# Jimboit
Jimboit ist ein sehr selten vorkommendes Mineral aus der Mineralklasse der „Borate“. Es kristallisiert im orthorhombischen Kristallsystem mit der chemischen Zusammensetzung Mn3[BO3]2 und entwickelt meist tafelige Kristalle in V-Form bis etwa 5 mm Größe, aber auch feinadrige oder körnige Aggregate von rötlichbrauner Farbe.

## Etymologie und Geschichte
Erstmals entdeckt wurde Jimboit im Oktober 1962 in Mangan-Carbonatproben aus der „Kaso Mine“ bei Kanuma auf der japanischen Insel Honshū. Die Analyse und Erstbeschreibung erfolgte durch Takeo Watanabe, Akira Kato, Takeo Matsumoto und Jun Ito, die das Mineral zu Ehren von Professor Kotora Jimbo (1867–1924), dem Gründer des Mineralogischen Institutes der Universität Tokio, nach diesem benannten.
Das Mineralogenteam sandte seine Untersuchungsergebnisse und den gewählten Namen 1963 zur Prüfung an die International Mineralogical Association (interne Eingangs-Nr. der IMA: 1963-002), die den Jimboit als eigenständige Mineralart anerkannte. Die Publikation der Erstbeschreibung folgte noch im gleichen Jahr im japanischen Fachmagazin Proceedings of the Japan Academy (Series B).
Typmaterial des Minerals wird im National Science Museum in Tokio unter der Katalog-Nr. M15-112 und im Natural History Museum in London aufbewahrt.

## Klassifikation
In der veralteten 8. Auflage der Mineralsystematik nach Strunz gehörte der Jimboit zur gemeinsamen Mineralklasse der „Nitrate, Carbonate und Borate“ und dort zur Abteilung der „Inselborate (Nesoborate)“, wo er zusammen mit Borcarit und Kotoit die „Kotoit-Reihe“ mit der System-Nr. Vc/A.01b innerhalb der „Jeremejewit-Kotoit-Gruppe“ (Vc/A.01) bildete.
Im zuletzt 2018 überarbeiteten und aktualisierten Lapis-Mineralienverzeichnis nach Stefan Weiß, das sich aus Rücksicht auf private Sammler und institutionelle Sammlungen noch nach dieser alten Form der Systematik von Karl Hugo Strunz richtet, erhielt das Mineral die System- und Mineral-Nr. V/G.01-20. In der „Lapis-Systematik“ entspricht dies ebenfalls der Abteilung „Inselborate“, wo Jimboit zusammen mit Kotoit und Takedait eine eigenständige, aber unbenannte Gruppe bildet.
Die seit 2001 gültige und von der IMA zuletzt 2009 aktualisierte 9. Auflage der Strunz’schen Mineralsystematik ordnet den Jimboit in die hier eigenständige Klasse der „Borate“ und dort in die Abteilung der „Monoborate“ ein. Diese ist weiter unterteilt nach der möglichen Anwesenheit zusätzlicher Anionen sowie der strukturellen Anordnung des Boratkomplexes. Der einfach gebaute Jimboit ist entsprechend in der Unterabteilung „BO3 ohne zusätzliche Anionen; 1(Δ)“ eingeordnet, was bedeutet, dass die BO3-Dreiecke in annähernd hexagonalen Schichten verbunden sind. Zusammen mit Kotoit bildet er die unbenannte Gruppe 6.AA.35.
Auch die vorwiegend im englischen Sprachraum gebräuchliche Systematik der Minerale nach Dana ordnet den Jimboit wie die 8. Auflage der Strunz-Systematik und die Lapis-Systematik in die gemeinsame Klasse der „Carbonate, Nitrate und Borate“ und dort in die Abteilung der „Wasserfreie Borate“ ein. Hier ist er zusammen mit Kotoit in der unbenannten Gruppe 24.03.02 innerhalb der Unterabteilung „Wasserfreie Borate mit (A)m(B)n[XO3]p“ zu finden.

## Kristallstruktur
Jimboit kristallisiert in der orthorhombischen Raumgruppe Pnmn (Raumgruppen-Nr. 58, Stellung 5) mit den Gitterparametern a = 5,66 Å; b = 8,74 Å; und c = 4,65 Å sowie 2 Formeleinheiten pro Elementarzelle.

## Bildung und Fundorte
Jimboit bildet sich vermutlich durch metasomatische Reaktionen zwischen borhaltigen hydrothermalen Lösungen und Rhodochrosit in gebänderten Mangan-Lagerstätten. Begleitminerale sind entsprechend neben Rhodochrosit noch Alabandin, Chalkopyrit, Galaxit, Galenit, Jakobsit, Pyrrhotin und Tephroit.
Bisher (Stand: 2010) konnte Jimboit außer an seiner Typlokalität „Kaso Mine“ bei Kanuma nur noch in der „Fujii mine“ bei Wakasa in der ebenfalls auf Honshū liegenden Präfektur Fukui gefunden werden.